# Seldovia
Seldovia é uma cidade localizada no estado americano de Alasca, no Distrito de Kenai Peninsula.

## Demografia
Segundo o censo americano de 2000, a sua população era de 286 habitantes.
Em 2006, foi estimada uma população de 303, um aumento de 17 (5.9%).

## Geografia
De acordo com o United States Census Bureau, a localidade tem uma área de 1,5 km², dos quais 1,0 km² cobertos por terra e 0,5 km² cobertos por água.

## Localidades na vizinhança
O diagrama seguinte representa as localidades num raio de 32 km ao redor de Seldovia.